# 24-й бомбардировочный авиационный полк
24-й бомбардировочный авиационный Орловский Краснознаменный ордена Суворова полк (24-й бап (сбап)) — авиационный полк, участвовавший в Советско-финляндской войне, а затем в Великой Отечественной войне.

## История наименований полка
- Отдельный тренировочный отряд (15.11.1924 г.)[3];
- 1-я отдельная тяжелая авиационная эскадрилья (15.12.1925 г.)[3];
- 55-я отдельная тяжелая авиационная эскадрилья (01.10.1926 г.)[3];
- 24-й скоростной бомбардировочный авиационный полк (01.03.1939 г.)[3];
- 24-й бомбардировочный авиационный полк.

## История формирования
Полк сформирован на базе аэродрома в Кречевицах Ленинградского военного округа в апреле 1938 года, в 1939 переброшен на авиабазу Сольцы того же округа. В состав вошли два тяжёлых бомбардировщика ТБ-3, два дальних бомбардировщика ДБ-3 и два истребителя И-15 бис. В начале Великой Отечественной войны полк базировался на авиабазе в Бобруйске и имел 41 самолёт.

## Участие в боевых действиях
Во время Советско-финляндской войны полк выполнил около двух с половиной тысяч вылетов, потеряли 13 единиц техники, сбили 14 истребителей.
В самом начале войны все самолёты ТБ-3, ДБ-3, И-15 бис были потеряны в боях, и личному составу пришлось переобучаться на управление штурмовиками Пе-2, полученными на Московском авиазаводе № 22 имени С. П. Горбунова. Участвовал в Орловско-Брянской операции в Битве под Москвой. За данную операцию командир звена Поколодный Василий Дмитриевич и начальник связи эскадрильи Тихомиров Илья Кузьмич были удостоены звания Герой Советского Союза посмертно.
27 мая 1942 года полк был привлечён для боевого удара по танковой немецкой группировке в районе г. Изюм, не получив воздушного прикрытия истребителей, эскадрилья выполнила боевую задачу, но с большими потерями, в том числе погиб командир полка полковник Горбко, получив звание Герой Советского Союза посмертно.
15 октября 1943 года в битве за Днепр благодаря слаженной работе трех полковых групп 241 бад, которые возглавлялись командирами 24 бап и 128 бап подполковниками А. И. Соколовым и М. М. Воронковым, а также подполковником А. Г. Федоровым, было уничтожено несколько воинских эшелонов и станционных сооружений, подорвано железнодорожное полотно.
27 июня 1944 года полк под руководством капитана П. А. Дельцова разрушил стратегически важную точку — железнодорожный мост через правый приток Днепра р. Березину, но самолёт был подбит, некоторые члены экипажа успели эвакуироваться, а часть погибла.
16 января 1945 года был дан приказ уничтожить мост через реку Пилица и не дать взять противнику оборонительный рубеж на северном берегу. В данной операции отличились командир полка подполковник А. И. Соколов, штурман майор Г. Д. Тураев. Снова они отличились при бомбардировке железнодорожны станций Добрынь, Пабьянице, Ласк, уничтожив общими усилиями 10 железнодорожных путей, 2 паровоза, большое количество вагонов и платформ с боевой техникой и боеприпасами. Успешными бомбардировками отличились экипажи майора Р. С. Сулейманова и штурмана звена старшего лейтенанта В. Н. Мусатова, командира эскадрильи капитана К. А. Молодцова и штурмана эскадрильи капитана С. Е. Хряпенкова.

## Подчинение
- в составе 13-й бомбардировочной авиационной дивизии с 22 июня 1941 по 25 июля 1941;
- в составе 61-й авиационной дивизии с 27 августа 1941 — 8 февраля 1942;
- в составе 223-й бомбардировочной авиационной дивизии с 18 мая 1942 по 31 мая 1942;
- в составе 241-й бомбардировочной авиационной дивизии с 14 июня 1942 по 20 февраля 1949 года[2].
- в составе 140-й бомбардировочной авиационной дивизии (бывшей 241-й бомбардировочной авиационной дивизии) по 20 февраля 1949 года по 1960 год.

## Командование
| ФИО                        | Звание               | Период          |
| -------------------------- | -------------------- | --------------- |
| Белицкий Геннадий Иванович | майор                | 1940 г.         |
| Мельников Пётр Иосифович   | майор                | 1941 — 1942 гг. |
| Горбко, Юрий Николаевич    | майор                | 1942 г.         |
| Бецис Исаак Моисеевич      | батальонный комиссар | 1942 г.         |
| Кривцов Михаил Антонович   | капитан              | 1942 г.         |
| Соколов Арсений Иванович   | подполковник         | 1943 — 1945 гг. |

## Участие в операциях и битвах

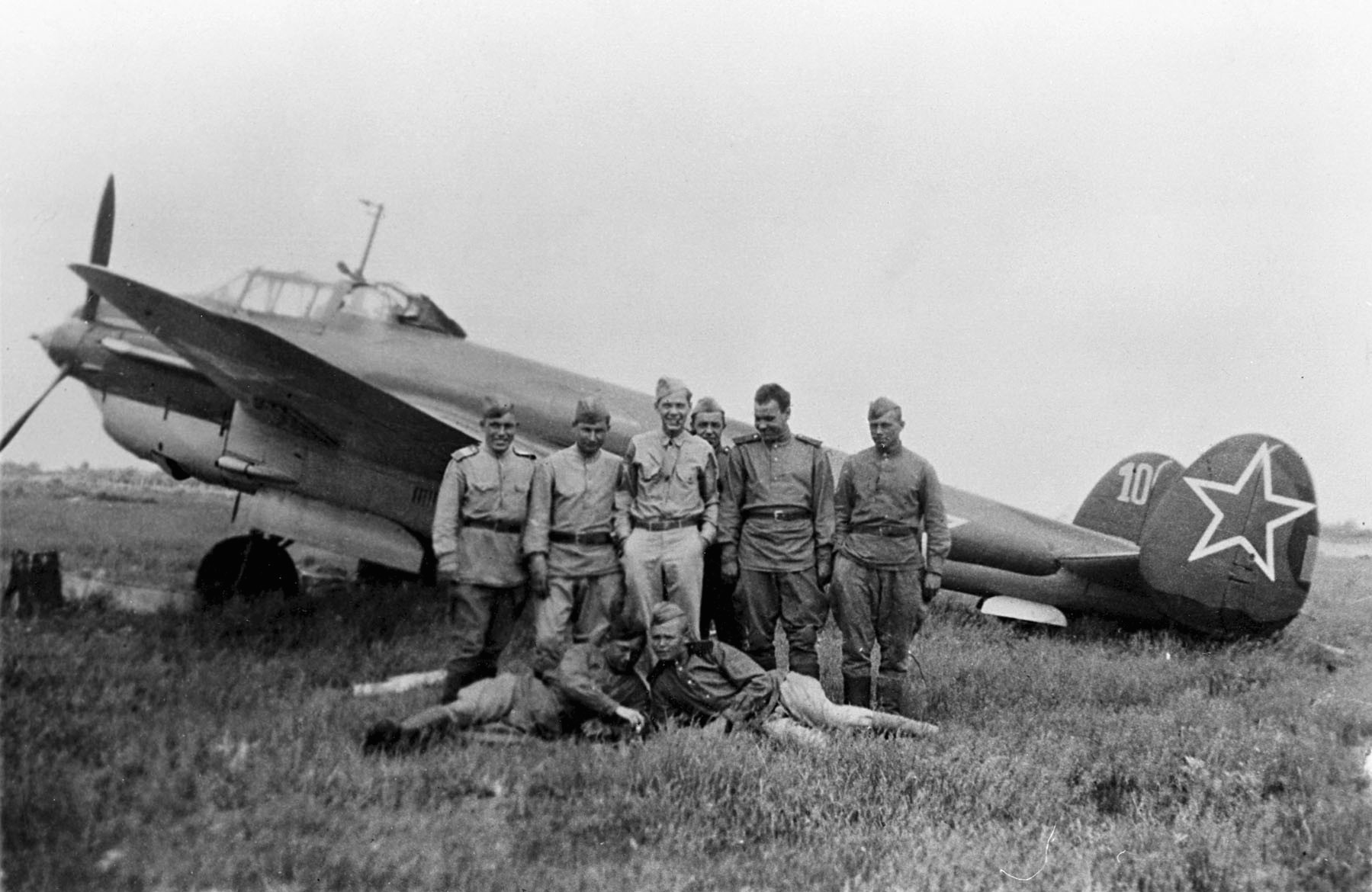
Основной самолёт полка в войне — Пе-2.

- Воронежско-Касторненская операция «Звезда»[9] — с 27 января 1943 года по 2 февраля 1943 года.
- Ржевско-Вяземская операция — со 2 по 31 марта 1943 года.
- Курская битва[9] — с 5 июля по 23 августа 1943 года
  - Орловская операция «Кутузов»[9] — с 12 июля по 18 августа 1943 года.
- Битва за Днепр[9] — с 26 августа по 23 декабря 1943 года
  - Черниговско-Припятская операция[9] — с 26 августа по 30 сентября 1943 года.
  - Гомельско-Речицкая операция[9] — с 10 по 30 ноября 1943 года.
- Калинковичско-Мозырская операция — с 8 по 30 января 1944 года.
- Рогачёвско-Жлобинская операция[9] — с 21 по 26 февраля 1944 года.
- Белорусская операция «Багратион»[9] — с 23 июня по 29 августа 1944 года.
  - Бобруйская операция[9] — с 24 по 29 июня 1944 года.
  - Минская операция[9] — с 29 июня по 4 июля 1944 года.
  - Люблин-Брестская операция[9] — с 18 июля по 2 августа 1944 года.
- Висло-Одерская операция[9] — с 12 января по 3 февраля 1945 года.
  - Варшавско-Познанская операция — с 14 января по 3 февраля 1945 года.
- Восточно-Померанская операция[9] — с 10 февраля по 20 марта 1945 года.
- Берлинская операция[9] — с 16 апреля по 8 мая 1945 года.

## Самолётный состав
С 1938 по 1941 в состав входили самолёты ТБ-3, ДБ-3, И-15 бис, с 1941 года — Пе-2.

## Награды
- За образцовое выполнение боевых заданий командования и проявленные при этом доблесть и мужество 24-й бомбардировочный авиационный полк награждён орденом Красного Знамени
- 24-й бомбардировочный авиационный Орловский Краснознаменный полк за образцовое выполнение заданий командования в боях с немецкими захватчиками при овладение городом и крепостью Кистжинь (Кюстрин) и проявленные при этом доблесть и мужество Указом Президиума Верховного Совета СССР от 26 апреля 1945 года награждён орденом «Суворова III степени»[10].

## Почетный наименования
В целях дальнейшего закрепления памяти о героических подвигах Сталинских соколов и создании традиции для поступающих в эти части молодого пополнения 24-му Краснознаменному бомбардировочному авиационному полку Приказом НКО № 207 от 5 мая 1943 года присвоено почетное наименование «Орловский».

## Герои Советского Союза
- Давиденко Степан Павлович, капитан, штурман эскадрильи 24-го скоростного бомбардировочного авиационного полка 241-й бомбардировочной авиационной дивизии 3-го бомбардировочного авиационного корпуса 16-й воздушной армии Указом Президиума Верховного Совета СССР от 4 февраля 1944 года удостоен звания Герой Советского Союза. Золотая Звезда № 3217
- Дельцов Павел Андреевич, капитан, командир эскадрильи 24-го скоростного бомбардировочного авиационного полка 241-й бомбардировочной авиационной дивизии 3-го бомбардировочного авиационного корпуса 16-й воздушной армии Указом Президиума Верховного Совета СССР от 13 апреля 1944 года удостоен звания Герой Советского Союза. Золотая Звезда № 3535
- Козленко Петр Алексеевич, капитан, штурман эскадрильи 24-го бомбардировочного авиационного полка 241-й бомбардировочной авиационной дивизии 3-го бомбардировочного авиационного корпуса 16-й воздушной армии Указом Президиума Верховного Совета СССР от 15 мая 1946 года удостоен звания Герой Советского Союза. Золотая Звезда № 7042.
- Леонтьев Василий Александрович, старший лейтенант, заместитель командира эскадрильи 24-го скоростного бомбардировочного авиационного полка 241-й бомбардировочной авиационной дивизии 3-го бомбардировочного авиационного корпуса 16-й воздушной армии Указом Президиума Верховного Совета СССР от 15 мая 1946 года удостоен звания Герой Советского Союза. Золотая Звезда № 7043.
- Поколодный Василий Дмитриевич, старший лейтенант, командир звена 24-го ближнебомбардировочного авиационного полка 61-й авиационной дивизии Брянского фронта Указом Президиума Верховного Совета СССР от 14 февраля 1943 года удостоен звания Герой Советского Союза. Посмертно.
- Сорокин Виталий Андреевич, лейтенант, командир звена 24-го скоростного бомбардировочного авиационного полка 241-й бомбардировочной авиационной дивизии 3-го бомбардировочного авиационного корпуса 16-й воздушной армии Указом Президиума Верховного Совета СССР от 15 мая 1946 года удостоен звания Герой Советского Союза. Золотая Звезда № 6148.
- Тихомиров Илья Кузьмич, старший лейтенант, начальник связи эскадрильи 24-го ближнебомбардировочного авиационного полка 61-й авиационной дивизии Брянского фронта Указом Президиума Верховного Совета СССР от 14 февраля 1943 года удостоен звания Герой Советского Союза. Посмертно.

## Благодарности Верховного Главнокомандующего
Воинам полка объявлена благодарность в составе дивизии:
- За отличие в боях при овладении городом Речица — крупным узлом коммуникаций и важным опорным пунктом обороны немцев на правом берегу среднего течения Днепра[12].
- За отличие в боях при овладении городами Лодзь, Кутно, Томашув (Томашов), Гостынин и Ленчица[13].
- За отличие в боях при овладении городом и крепостью Кистжинь (Кюстрин) — важным узлом путей сообщения и мощным опорным пунктом обороны немцев на реке Одер, прикрывающим подступы к Берлину[14].